# 元黄头
元黄头（？—559年），河南郡洛阳县（今河南省洛阳市东）人，追尊魏景穆帝拓跋晃后裔，后废帝元朗之子，北魏宗室。

## 生平
元黄头承袭了父亲的爵位安定王，后改封安平王。东魏高澄时期，元黄头因为犯法逃亡，元黄头的伯父章武王元景哲以及章武王妃、章武王太妃等人都被叱责。都官郎中毕义云负责审查，将元景哲以及王妃、太妃等人有的奏明加以拘禁，有的未经奏明也加以拘禁。北齐接受禅让后，元黄头的爵位依例降低。北齐天保十年（559年），太史上奏说：“今年应当除旧布新。”齐文宣帝高洋对元韶说：“汉光武帝刘秀什么原因可以中兴汉朝？”元韶说：“是因为诛杀刘氏宗族没有杀尽。”齐文宣帝于是诛杀元氏宗族来做厌胜之术，在五月诛杀了元世道、元景式等二十五家，其余十九家也都被囚禁限制行动。元韶被囚禁在京城的地牢，断绝饮食，元韶饿得吃自己的衣袖而死。七月，大肆诛杀元氏，自追尊魏昭成帝拓跋什翼犍以下的后裔几乎全被杀光。有父亲祖父为王的，有自身曾尊贵显赫的，有兄弟身强力壮的，都被押到东市处斩。元氏家族的婴儿被投向空中，用槊的尖头去接。前后被杀死的共七百二十一人，尸体都被投入漳水。剖开鱼肚往往能看见人的指甲，邺城的人因此很长时间都不吃鱼。元黄头被命令与其他囚犯从金凤台乘坐纸风筝飞下，只有元黄头飞到紫陌才坠下来，仍被交付御史的监狱，御史中丞毕义云将他饿死。元黄头也成为史书记载的第一个成功飞行的人物。